# Élections générales québécoises de 1867
L'élection générale québécoise de 1867 se déroule en août et septembre 1867 afin d'élire les députés de la 1re législature de la province de Québec à l'Assemblée législative du Québec. 
Il s'agit de la 1re élection générale depuis la création de la province lors de la confédération canadienne plus tôt en cette année. Le Parti conservateur du Québec, dirigé par Pierre-Joseph-Olivier Chauveau, remporte cette élection et forme un gouvernement majoritaire. Chauveau, nommé premier ministre du Québec à titre provisoire plus tôt dans l'année, le premier à occuper ce poste, est confirmé dans ses fonctions. Le Parti libéral du Québec, dirigé par Henri-Gustave Joly de Lotbinière, forme l'opposition officielle.

## Contexte
L'Acte de l'Amérique du Nord britannique vient d'entrer en vigueur, séparant la Province du Canada (ou Canada-Uni) en deux provinces, l'Ontario (auparavant appelé Canada-Ouest) et le Québec (auparavant appelé Canada-Est). Pour la première fois, les Québécois (terme tout nouveau et peu employé à l'époque) doivent élire des représentants à deux niveaux de gouvernement. Le parlement fédéral est sans conteste le plus prestigieux des deux. Les hommes politiques les plus influents vont donc essayer de s'y faire élire. L'Assemblée législative provinciale comptera donc des députés souvent moins expérimentés que ceux d'Ottawa.
Le Parti conservateur est alors dominant sur la scène canadienne. Les libéraux, naguère appelés rouges au Québec, s'étaient opposés et s'opposent encore à la Confédération.
À cette époque et jusqu'en 1874, le double mandat était permis. Cela signifie qu'un citoyen peut essayer de se faire élire tant au parlement provincial que fédéral. En conséquence, il peut très bien avoir deux adversaires différents, un pour chaque niveau. On comprend que plusieurs électeurs sont confus. De plus, le scrutin ne se déroule pas à la même date dans toutes les circonscriptions. Il n'est pas non plus secret car on vote dans un registre que tout le monde peut consulter.
Finalement, dès avant les élections, un nouveau gouvernement a été mis en place pour administrer la province car l'entrée en vigueur de la nouvelle constitution a dissous le précédent gouvernement du Canada-Uni.
Les conservateurs, partisans de la Confédération, l'emportèrent facilement devant les libéraux qui y étaient opposés. Le clergé usa largement de son influence sur les électeurs pour les inciter à voter « bleu » ; la plupart des évêques publièrent mandements et lettres pastorales pour demander aux catholiques d'appuyer les partisans de la Confédération.
La campagne électorale est marquée par des émeutes et de la violence à certains endroits, et au moins un mort à Lévis.

## Dates importantes
- 1er juillet : à la suite de l'entrée en vigueur de l'Acte de l'Amérique du Nord britannique, Sir Narcisse-Fortunat Belleau est nommé lieutenant-gouverneur.
- 4 juillet : Belleau demande à Joseph Cauchon de former le premier cabinet provincial.
- 11 juillet : Cauchon ayant échoué à cause de la méfiance des anglophones envers lui, Belleau demande à Pierre-Joseph-Olivier Chauveau de former un cabinet.
- 15 juillet : Chauveau est assermenté comme premier ministre du Québec.
- 8 août : décret d'élection
- Août - septembre : scrutin
- 27 décembre : ouverture de la session.

## Résultats
| Conservateur | Libéral   |
| 51 sièges    | 13 sièges |
| ^            |           |
| majorité     |           |

### Résultats par parti politique
Pour une liste complète des députés élus lors de cette élection, ainsi que les décès, démissions et élections partielles ayant eu lieu par la suite, veuillez consultez l'article 1re législature du Québec.
| Partis | Partis                   | Chef                             | Candidats | Sièges | Voix   | Voix    | Voix |
| Partis | Partis                   | Chef                             | Candidats | Élus   | Nb     | %       |      |
| --- | ------------------------ | -------------------------------- | --------- | ------ | ------ | ------- | ---- |
| | Conservateur             | Pierre-Joseph-Olivier Chauveau   | 59        | 51     | 40 474 | 53,46 % |      |
| | Libéral                  | Henri-Gustave Joly de Lotbinière | 47        | 13     | 26 842 | 35,46 % |      |
| | Conservateur indépendant | Conservateur indépendant         | 13        | -      | 7 144  | 9,44 %  |      |
| | Libéral indépendant      | Libéral indépendant              | 3         | -      | 1 245  | 1,64 %  |      |
| Total | Total                    | Total                            | 112       | 64     | 75 705 | 100 %   |      |
| Le taux de participation lors de l'élection était de 66,47 %. Il y avait 161 800 personnes inscrites sur la liste électorale pour l'élection, toutefois seules 113 900 personnes avaient plus d'un candidat dans leur district. |                          |                                  |           |        |        |         |      |
| Source : Pierre Drouilly, Statistiques électorales du Québec. 1867-1989, Québec, Assemblée nationale du Québec, 1990, 3e éd., 962 p. (ISBN 978-2-551-12466-4, LCCN 91117119).                                                   |                          |                                  |           |        |        |         |      |

Élus sans opposition : 16 conservateurs et 3 libéraux

### Résultats par circonscription
- Argenteuil : Sydney Robert Bellingham (Parti conservateur)
- Bagot : Pierre-Samuel Gendron (Parti conservateur)
- Beauce : Christian Henry Pozer (Parti libéral)
- Beauharnois : Célestin Bergevin (Parti conservateur)
- Bellechasse : Onésime Pelletier (Parti libéral)
- Berthier : Louis-Joseph Moll (Parti conservateur)
- Bonaventure : Clarence Hamilton (Parti libéral)
- Brome : Christopher Dunkin (Parti conservateur)
- Chambly : Jean-Baptiste Jodoin (Parti conservateur)
- Champlain : John Jones Ross (Parti conservateur)
- Charlevoix : Léon-Charles Clément (Parti conservateur)
- Châteauguay : Édouard Laberge (Parti libéral)
- Chicoutimi-Saguenay : Pierre-Alexis Tremblay[1] (indépendant)
- Compton : James Ross (Parti conservateur)
- Deux-Montagnes : Gédéon Ouimet (Parti conservateur)
- Dorchester : Hector-Louis Langevin (Parti conservateur)
- Drummond-Arthabaska : Edward John Hemming (Parti conservateur)
- Gaspé : Pierre Fortin (Parti conservateur)
- Hochelaga : Louis Beaubien (Parti conservateur)
- Huntingdon : Julius Scriver (Parti conservateur)
- Iberville : Louis Molleur (Parti libéral)
- Jacques-Cartier : Narcisse Lecavalier (Parti conservateur)
- Joliette : Vincent-Paul Lavallée (Parti conservateur)
- Kamouraska : pas d'élection[2]
- La Prairie : Césaire Thérien (Parti conservateur)
- L'Assomption : Étienne Mathieu (Parti conservateur)
- Laval : Joseph-Hyacinthe Bellerose (Parti conservateur)
- Lévis : Joseph-Godéric Blanchet (Parti conservateur)
- L'Islet : Pamphile-Gaspard Verreault (Parti conservateur)
- Lotbinière : Henri-Gustave Joly de Lotbinière (Parti libéral)
- Maskinongé : Alexis Lesieur Desaulniers (Parti conservateur)
- Mégantic : George Irvine (Parti conservateur)
- Missisquoi : Josiah Sandford Brigham (Parti conservateur)
- Montcalm : Firmin Dugas (Parti conservateur)
- Montmagny : Louis-Henri Blais (Parti libéral)
- Montmorency : Joseph-Édouard Cauchon (Parti conservateur)
- Montréal-Centre : Edward Brock Carter (Parti conservateur)
- Montréal-Est : George-Étienne Cartier (Parti conservateur)
- Montréal-Ouest : Alexander Walker Ogilvie (Parti conservateur)
- Napierville : Pierre Benoit (Parti libéral)
- Nicolet : Joseph Gaudet (Parti conservateur)
- Ottawa : Levi Ruggles Church (Parti conservateur)
- Pontiac : John Poupore (Parti conservateur)
- Portneuf : Praxède Larue (Parti conservateur)
- Québec (comté) :  Pierre-Joseph-Olivier Chauveau (Parti conservateur)
- Québec-Centre :  Georges-Honoré Simard (Parti conservateur)
- Québec-Est : Jacques-Philippe Rhéaume (Parti conservateur)
- Québec-Ouest : John Hearn (Parti conservateur)
- Richelieu :Joseph Beaudreau (Parti conservateur)
- Richmond-Wolfe : Jacques Picard (Parti conservateur)
- Rimouski : Joseph Garon (Parti conservateur)
- Rouville : Robert Victor (Parti libéral)
- Saint-Hyacinthe : Pierre Bachand (Parti libéral)
- Saint-Jean : Félix-Gabriel Marchand (Parti libéral)
- Saint-Maurice : Abraham Lesieur Désaulniers (Parti conservateur)
- Shefford : Michel-Adrien Bessette (Parti conservateur)
- Sherbrooke : Joseph Gibb Robertson (Parti conservateur)
- Soulanges : Dominique-Amable Coutlée (Parti conservateur)
- Stanstead : Thomas Locke (Parti conservateur)
- Témiscouata : Élie Mailloux (Parti conservateur)
- Terrebonne : Joseph-Adolphe Chapleau (Parti conservateur)
- Trois-Rivières : Louis-Charles Boucher de Niverville (Parti conservateur)
- Vaudreuil : Antoine Chartier de Lotbinière Harwood (Parti conservateur)
- Verchères : André-Boniface Craig (Parti conservateur)
- Yamaska : Louis-Adélard Senécal (Parti libéral)

## Mandats

### Premier mandat
- Pierre Bachand - Saint-Hyacinthe
- Sydney Robert Bellingham - Argenteuil
- Louis Beaubien - Hochelaga
- Pierre Benoit - Napierville
- Célestin Bergevin - Beauharnois
- Michel-Adrien Bessette - Shefford
- Louis-Henri Blais - Montmagny
- Joseph Boudreau - Richelieu
- Josiah Sandford Brigham - Missisquoi
- Edward Brock Carter - Montréal-Centre
- Joseph-Adolphe Chapleau - Terrebonne
- Pierre-Joseph-Olivier Chauveau - Québec (Comté)
- Levi Ruggles Church - Ottawa
- Léon-Charles Clément - Charlevoix
- Dominique-Amable Coufflée - Soulanges
- André-Boniface Craig - Verchères
- Abraham Lesieur Désaulniers - Saint-Maurice
- Alexis Lesieur Désaulniers - Maskinongé
- Firmin Dugas - Montcalm
- Pierre Fortin - Gaspé
- Joseph Garon - Rimouski
- Pierre-Samuel Gendron - Bagot
- Clarence Hamilton - Bonaventure
- John Hearn - Québec-Ouest
- Edward John Hemming - Drummond-Arthabaska
- Jean-Baptiste Jodoin - Chambly
- Édouard Laberge - Châteauguay
- Praxède Larue - Portneuf
- Vincent-Paul Lavallée - Joliette
- Narcisse Lecavalier - Jacques-Cartier
- Thomas Locke - Stanstead
- Élie Mailloux - Témiscouata
- Félix-Gabriel Marchand - Saint-Jean
- Étienne Mathieu - L'Assomption
- Louis-Joseph Moll - Berthier
- Louis Molleur - Iberville
- Alexandre Walker Ogilvie - Montréal-Ouest
- Gédéon Ouimet - Deux-Montagnes
- Onésime Pelletier - Bellechasse
- Jacques Picard - Richmond-Wolfe
- Christian Henry Pozer - Beauce
- Jacques-Philippe Rhéaume - Québec-Est
- Joseph Gibb Robertson - Sherbrooke
- James Ross - Compton
- Julius Scriver - Huntingdon
- Louis-Adélard Sénécal - Yamaska
- Césaire Thérien - La Prairie
- Pamphile-Gaspard Verreault - L'Islet
- Robert Victor - Rouville

## Sources
- Section historique du site de l'Assemblée nationale du Québec
- Jacques Lacoursière, Histoire populaire du Québec, t. 3, Québec, Septentrion, 1996.
- Élection générale août-septembre 1867 — QuébecPolitique.com